# Саутгемптон (парафія, Нью-Брансвік)
Саутгемптон (англ. Southampton) — парафія в Канаді, у провінції Нью-Брансвік, у складі графства Йорк.

## Населення
За даними перепису 2016 року, парафія нараховувала 1484 особи, показавши скорочення на 3,5%, порівняно з 2011-м роком. Середня густина населення становила 3,3 осіб/км².
З офіційних мов обидвома одночасно володіли 140 жителів, тільки англійською — 1 340. Усього 20 осіб вважали рідною мовою не одну з офіційних.
Працездатне населення становило 62,5% усього населення, рівень безробіття — 14,6% (21% серед чоловіків та 6,6% серед жінок). 91,7% осіб були найманими працівниками, а 5,1% — самозайнятими.
Середній дохід на особу становив $37 389 (медіана $27 904), при цьому для чоловіків — $44 984, а для жінок $29 607 (медіани — $37 056 та $22 256 відповідно).
32,3% мешканців мали закінчену шкільну освіту, не мали закінченої шкільної освіти — 21,9%, 45,8% мали післяшкільну освіту, з яких 16,5% мали диплом бакалавра, або вищий.
| Статево-вікова структура населення | Статево-вікова структура населення | Статево-вікова структура населення | Статево-вікова структура населення | Статево-вікова структура населення |
| ---------------------------------- | ---------------------------------- | ---------------------------------- | ---------------------------------- | ---------------------------------- |
|                                    |                                    |                                    |                                    |                                    |
| Всього                             | Всього                             | 49,8%50,2%                         |                                    |                                    |
| 0 — 14 років                       | 0 — 14 років                       |                                    | 17,2%                              | 17,2%                              |
| 15 — 64 років                      | 15 — 64 років                      |                                    | 61,5%                              | 61,5%                              |
| 65 і більше                        | 65 і більше                        |                                    | 21,3%                              | 21,3%                              |
| 85 і більше                        | 85 і більше                        |                                    | 1,7%                               | 1,7%                               |
| Середній вік (років)               | Середній вік (років)               | 43,344,1                           | 43,7                               | 43,7                               |
| Медіана (років)                    | Медіана (років)                    | 47,047,3                           | 47,2                               | 47,2                               |
| — чоловіки — жінки                 |                                    |                                    |                                    |                                    |

| Походження мешканців:     | Походження мешканців:     | Походження мешканців: | Походження мешканців: | Походження мешканців: |
| ------------------------- | ------------------------- | --------------------- | --------------------- | --------------------- |
| Походження                |                           |                       | осіб                  | %                     |
| Корінні американці        | Корінні американці        |                       | 70                    | 4.75%                 |
| Інше північноамериканське | Інше північноамериканське |                       | 935                   | 63.39%                |
| Європейське               | Європейське               |                       | 860                   | 58.31%                |
| британське                | британське                |                       | 710                   | 48.14%                |
| французьке                | французьке                |                       | 185                   | 12.54%                |
| Карибське                 | Карибське                 |                       | 10                    | 0.68%                 |
| Океанійське               | Океанійське               |                       | 10                    | 0.68%                 |

| Зайнятість населення за галузями (за класифікацією NOC): | Зайнятість населення за галузями (за класифікацією NOC): | Зайнятість населення за галузями (за класифікацією NOC): | Зайнятість населення за галузями (за класифікацією NOC): | Зайнятість населення за галузями (за класифікацією NOC): |
| -------------------------------------------------------- | -------------------------------------------------------- | -------------------------------------------------------- | -------------------------------------------------------- | -------------------------------------------------------- |
|                                                          |                                                          |                                                          |                                                          |                                                          |
| Управління                                               | Управління                                               |                                                          | 2,6%                                                     | 2,6%                                                     |
| Бізнес, фінанси та адміністрування                       | Бізнес, фінанси та адміністрування                       |                                                          | 13,2%                                                    | 13,2%                                                    |
| Природничі та прикладні науки                            | Природничі та прикладні науки                            |                                                          | 3,3%                                                     | 3,3%                                                     |
| Охорона здоров'я                                         | Охорона здоров'я                                         |                                                          | 5,3%                                                     | 5,3%                                                     |
| Освіта, правозахист, муніципальні та урядові служби      | Освіта, правозахист, муніципальні та урядові служби      |                                                          | 11,2%                                                    | 11,2%                                                    |
| Мистецтво, культура, відпочинок та спорт                 | Мистецтво, культура, відпочинок та спорт                 |                                                          | 1,3%                                                     | 1,3%                                                     |
| Роздрібна торгівля та послуги                            | Роздрібна торгівля та послуги                            |                                                          | 19,7%                                                    | 19,7%                                                    |
| Гуртова торгівля, транспорт та обладнання                | Гуртова торгівля, транспорт та обладнання                |                                                          | 27%                                                      | 27%                                                      |
| Природні ресурси, сільське господарство                  | Природні ресурси, сільське господарство                  |                                                          | 9,2%                                                     | 9,2%                                                     |
| Виробництво                                              | Виробництво                                              |                                                          | 7,9%                                                     | 7,9%                                                     |

## Клімат
Середня річна температура становить 5°C, середня максимальна – 23,7°C, а середня мінімальна – -16,7°C. Середня річна кількість опадів – 1 086 мм.
| Клімат поселення                              | Клімат поселення | Клімат поселення | Клімат поселення | Клімат поселення | Клімат поселення | Клімат поселення | Клімат поселення | Клімат поселення | Клімат поселення | Клімат поселення | Клімат поселення | Клімат поселення | Клімат поселення |
| Показник                                      | Січ.             | Лют.             | Бер.             | Квіт.            | Трав.            | Черв.            | Лип.             | Серп.            | Вер.             | Жовт.            | Лист.            | Груд.            |                  |
| Середній максимум, °C                         | −4,82            | −3,19            | 2,81             | 9,70             | 16,59            | 21,83            | 23,72            | 22,83            | 17,76            | 11,61            | 5,48             | −2,37            |                  |
| Середня температура, °C                       | −10,77           | −9,16            | −3,15            | 3,76             | 10,63            | 15,86            | 19,38            | 18,47            | 13,42            | 7,26             | 1,14             | −6,72            |                  |
| Середній мінімум, °C                          | −16,73           | −15,13           | −9,12            | −2,21            | 4,67             | 9,90             | 15,03            | 14,13            | 9,08             | 2,92             | −3,23            | −11,05           |                  |
| Норма опадів, мм                              | 95               | 63               | 84               | 86               | 99               | 87               | 101              | 89               | 90               | 93               | 105              | 94               |                  |
| Середньомісячна швидкість вітру, м/с          | 3.52             | 3.62             | 3.82             | 3.69             | 3.41             | 3.00             | 2.70             | 2.52             | 2.81             | 3.16             | 3.40             | 3.51             |                  |
| Середньомісячна сонячна радіація, кДж/м²·день | 5209             | 8451             | 12137            | 15498            | 18377            | 20346            | 19854            | 17660            | 13195            | 8314             | 4969             | 4088             |                  |
| --------------------------------------------- | ---------------- | ---------------- | ---------------- | ---------------- | ---------------- | ---------------- | ---------------- | ---------------- | ---------------- | ---------------- | ---------------- | ---------------- | ---------------- |
| Джерело:                                      |                  |                  |                  |                  |                  |                  |                  |                  |                  |                  |                  |                  |                  |